# پایگاه آب‌نشین گرند لیک مری
پایگاه آب‌نشین گرند لیک مری (به انگلیسی: Grand Lake St. Marys Seaplane Base) یک فرودگاه همگانی است که یک باند فرود آب دارد و طول باند آن ۲۱۳۴ متر است. این فرودگاه در شهر سنت. ماریس، اوهایو کشور ایالات متحده آمریکا قرار دارد و در ارتفاع ۲۶۵ متری از سطح دریا واقع شده‌است.